# ディジタルフィルタ

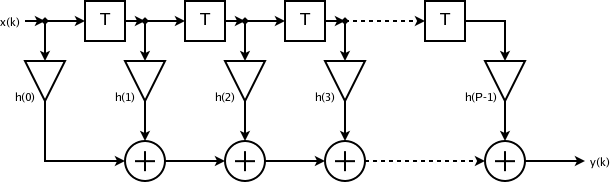
FIR Filter

デジタルフィルタ（英: digital filter）は離散時間信号に含まれる所望の信号のみを通過・阻止させるシステムである。
電子工学・デジタル信号処理におけるフィルタ回路の一つである。

## 概要
デジタルフィルタは、完全にアナログ領域（時間領域、連続時間信号）で働き電子部品の物理的な構成（抵抗器、コンデンサ、トランジスタなど）によって構成されている、より古いアナログフィルタとは対照的である。
デジタルフィルタは事実上数学の関数かアルゴリズムとして表現することができるすべてのフィルタの効果を達成できる。
実装の話として、1bitのA/Dコンバーターを使用する。または、パイプライン処理のできるDSPを用いてプログラミングなどを行いフィルタとして扱う。
デジタルフィルタの2つの主要な制限は、これらの速度（フィルタは使用しているコンピュータの動作よりも早く動作することができない）とコストである。
しかしながら集積回路の費用は時間がたつにつれて低下し続け、デジタルフィルタはますます一般的になり、ラジオ、携帯電話、ステレオ受信機などの日常の多くの電気製品の必須要素になった。

## 利点
デジタルフィルタではアナログフィルタよりも高い性能を達成することが容易である。
例えば、1001Hzの信号をほぼ完全に遮断し、かつ999Hzの入力はほぼ完全に通過させるようなカットオフ周波数1000Hzの低域通過回路（ローパスフィルタ）を作成することはデジタルフィルタではそれほど難しくはない。他方でアナログフィルタではそのような周波数の違いの少ない信号を完全には分離することは難しい。さらに、複雑な多段濾過操作については、デジタルフィルタはアナログフィルタよりもはるかに良いSN比を達成することができる。これはアナログフィルタではそれぞれの中間的段階でより多くの雑音を信号に印加するが、デジタルフィルタは変換におけるそれぞれの中間的段階で無雑音処理を実行するからである。
ただし、デジタルフィルタであってもADC(アナログ-デジタル変換回路)や、（信号の数値が有限精度であることから生じる）量子化誤差においてもノイズは発生するので、完全に無雑音というわけではない。さらに、フィルタの標本化周波数fsの半分を超える周波数に注意しなければならない。(ナイキスト周波数、折り返し雑音などを参照) そのため、折り返し雑音の影響を避けるために、回路中でAD変換器の前に高周波成分を遮断する低域通過回路を挿入する場合が多い。

## 種類
多くのデジタルフィルタは、信号の周波数成分を調整（通過帯域フィルタを実現）するために、すばやく信号の周波数成分を抽出する数学のアルゴリズム「高速フーリエ変換」に基づいて時間領域から周波数領域への変換を行う。
ほかの線型デジタルフィルタの形式としてZ変換を用いたフィルタがあり、このときの伝達関数（システム関数）は
{\displaystyle H(z)={\frac {B(z)}{A(z)}}={\frac {b_{0}+b_{1}z^{-1}+b_{2}z^{-2}+\cdots +b_{N}z^{-N}}{1+a_{1}z^{-1}+a_{2}z^{-2}+\cdots +a_{M}z^{-M}}}}
となる。Mはフィルタにおける順序を示す。
この数式は「無限インパルス応答」（IIR）フィルタとも呼ばれる。分母が単一の場合、つまり{\displaystyle a_{M}}が0の場合は「有限インパルス応答」（FIR）フィルタと呼ばれる。
デジタルフィルタの別の形式は状態空間モデルのそれである。よく使用された状態空間フィルタは1960年にルドルフ・カルマンによって公表されたカルマンフィルタがある。

## ディジタルフィルタについて書いてある書籍
洋書
- Jiří Jan : Digital Signal Filtering, Analysis and Restoration, IEEE, ISBN 0-85296-760-8 (2000).
- Miroslav D. Lutovac、Dejan V. Tosic、Brian L. Evans: Filter Design for Signal Processing: Using Matlab and Mathematica,　Prentice Hall, ISBN 0-201-36130-2 (2001).
- Steve Winder: Analog and Digital Filter Design, (2nd Ed.), Newnes, ISBN 978-0-75067547-5 (2002).
- B. A. Shenoi: Introduction to Digital Signal Processing and Filter Design, Wiley, ISBN 978-0-47146482-2 (2005年8月5日).
- Arthur Williams、Fred Taylor:  Electronic Filter Design Handbook(4th Ed.), McGraw-Hill, ISBN 0-07-147171-5 (2006).

和書
- B. ゴールド、C.M.レイダー、石田晴久(訳)：「電子計算機による信号処理」、共立出版（1972年12月15日)。※内容はほとんどディジタルフィルタについて。
- 久保田一、大石邦夫：「C言語による ディジタル信号処理入門」、コロナ社、ISBN 4-339-00709-9 (1999年2月26日). ※ 第2章、第3章、第5章。
- 谷荻隆嗣：「ディジタルフィルタと信号処理」、コロナ社、ISBN 978-4-339-01122-7 (2001年12月28日).
- 足立修一：「MATLABによる ディジタル信号とシステム」、東京電機大学出版局、ISBN 4-501-32230-6 (2002年2月20日). ※ 第8章：「デジタルフィルタ」。
- 三上直樹：「はじめて学ぶディジタル・フィルタと高速フーリエ変換」、CQ出版、ISBN 4-7898-3088-8 (初版：2005年5月1日；第2版：2006年6月1日).
- 三谷政昭：「ディジタル・フィルタ理論＆設計入門」、CQ出版、ISBN 978-4-7898-3100-0 (2010年8月1日).
- 樋口龍雄、川又政征：「MATLAB対応　ディジタル信号処理」、森北出版、ISBN 978-4-627-79211-1 (2015年1月15日).　※ 内容の大半はディジタルフィルタについて.
- 陶山健仁：「ディジタルフィルタ：原理と設計法」、科学情報出版、ISBN 978-4-904774-62-5 (2018年2月26日).
- 橋本洋志、牧野浩二：「データサイエンス教本：Pythonで学ぶ統計分析・パターン認識　深層学習・信号処理・時系列データ分析」（初版）、オーム社、ISBN 978-4-274-22290-0 (2018年11月30日). ※ 注：第10章：「ディジタルフィルタ」は、第2版からは削除。
- 陶山健仁：「ソフトウェアで体験して学ぶ ディジタルフィルタ」、オーム社、ISBN 978-4-274-22549-9 (2020年11月4日)．
- 阿部正英、八巻俊輔、川又正征：「Python対応 ディジタル信号処理」、森北出版、ISBN 978-4-627-77661-6 (2021年8月12日). ※ 第5章から最終13章までの内容がディジタルフィルタ。